# FK Pohronie
FK Pohronie är en slovakisk fotbollsklubb från Žiar nad Hronom, som grundades år 2012. De spelar i den slovakiska superligan, som är den högsta divisionen inom slovakisk fotboll.

## Placering tidigare säsonger
| Säsong  | Nivå | Liga         | Placering | Referens |
| ------- | ---- | ------------ | --------- | -------- |
| 2015/16 | 2    | 2. liga      | 6         | [ 1 ]    |
| 2016/17 | 2    | 2. liga      | 9         | [ 2 ]    |
| 2017/18 | 2    | 2. liga      | 9         | [ 3 ]    |
| 2018/19 | 2    | 2. liga      | 1         | [ 4 ]    |
| 2019/20 | 1    | Fortuna liga | 11        | [ 5 ]    |
| 2020/21 | 1    | Fortuna liga | 9         | [ 6 ]    |
| 2021/22 | 1    | Fortuna liga | 12        | [ 7 ]    |
| 2022/23 | 2    | 2. liga      | 5         |          |

## Trupp 2020
Uppdaterad: 4 september 2020.
| Nr | Land         | Pos | Namn                      |
| -- | ------------ | --- | ------------------------- |
| 1  | Slovakien    | MV  | Tomáš Jenčo               |
| 2  | Slovakien    | F   | Richard Župa              |
| 3  | Slovakien    | F   | Dominik Daniš             |
| 5  | Tjeckien     | F   | Petr Pavlík               |
| 6  | Slovakien    | F   | Patrik Jacko              |
| 7  | Slovakien    | MF  | Lukáš Pelegríni (Kapten)  |
| 8  | Slovakien    | MF  | Erik Kramár               |
| 9  | Slovakien    | A   | Viktor Vondryska          |
| 10 | Burkina Faso | MF  | Cedric Badolo             |
| 11 | Serbien      | A   | Kojo Matić                |
| 12 | Burundi      | A   | Bonfils-Caleb Bimenyimana |
| 13 | Slovakien    | A   | Patrik Abrahám            |

| Nr | Land      | Pos | Namn            |
| -- | --------- | --- | --------------- |
| 14 | England   | MF  | James Weir      |
| 18 | Slovakien | MF  | Patrik Blahút   |
| 20 | Slovakien | A   | Peter Kasan     |
| 21 | Slovakien | MF  | Peter Chríbik   |
| 22 | Slovakien | F   | Bernard Petrák  |
| 23 | Gambia    | MF  | Alieu Fadera    |
| 24 | Slovakien | MV  | Martin Repiský  |
| 29 | Frankrike | F   | David Bangala   |
| 30 | Slovakien | MV  | Samuel Dovec    |
| 32 | Slovakien | F   | Dominik Špiriak |
| 42 | Kanada    | F   | Ryan Lindsay    |
| 77 | Slovakien | MF  | Peter Mazan     |